# Купальник
Купа́льник, или купа́льный костю́м — одежда для купания и отдыха у воды.
В русском языке словосочетание купальный костюм более общее и может применяться как к мужским, так и к женским моделям, в то время как слово купальник — только к женским. Следует отличать от гидрокостюмов (предназначены для уменьшения воздействия водной среды на человека) и водолазных костюмов (для работы под водой).
Современные купальники шьются из лёгких эластичных тканей, которые не деформируются от воздействия воды, быстро сохнут, позволяют коже дышать и в то же время хорошо держат форму, плотно облегая тело. В качестве таких материалов идеально подходят такие, как, например, эластан (спандекс), полиамид (капрон или нейлон) и полиэстер.
Обычно купальники нельзя выкручивать, гладить, сушить в стиральной машине и на ярком солнце во избежание выгорания расцветки и деформации деликатной ткани.

## История

### До появления купального костюма
Во времена древности, Средневековья, Ренессанса и последующих эпох понятия «купальный костюм» не существовало: люди купались либо вовсе без одежды, либо в нижнем белье, которое не было приспособлено специально для купания.
На фресках в Помпеях и в некоторых других местах бывшей Римской империи изображены женщины в костюмах, напоминающих современные бикини, однако позже эта традиция была забыта на долгие века.
Античное восхищение обнажённым телом уступило место презрению и даже «умерщвлению» грешной плоти. Однако купание всё же оставалось излюбленным развлечением людей.
В эпоху Людовика XIV дамы и кавалеры купались в нижнем белье, что приводило в недоумение испанцев: в Испании было немыслимым увидеть даже краешек ноги женщины, не то что созерцать женщину в намокшей белой сорочке.

### Появление купального костюма
Первые костюмы, специально предназначенные для купания, стали появляться в конце XVIII века на волне общеевропейского увлечения идеями Руссо, призывавшего к естественности и близости к природе.
В XIX веке появились первые раздельные женские купальные костюмы. В Англии в викторианскую эпоху совместное купание мужчин и женщин даже в специальных костюмах осуждалось.
Во избежание этого были изобретены так называемые купальные машины, закрывающие купающихся от посторонних глаз.
Однако во Франции нравы были куда свободнее. Там же для мужчин появляется специальный полосатый обтягивающий костюм.
К началу XX века купальный костюм становится проще и демократичнее, а главное — короче. Исчезают оборки, окончательно уходят в прошлое «купальные чулки» и прочие приспособления для «сохранения благонравия».
Мужской купальный костюм повсеместно один и тот же — хлопчатобумажное трико в полоску (как правило в бело-синюю), похожее на матросскую тельняшку. В эти же годы входит в моду спорт, а это увлечение сказалось и на фасонах купальников. В странах Центральной, Северной и Восточной Европы (в том числе и России) в купальнях, как частных, так и общественных или на речке мужчины могли носить плавки в виде трусов или шортиков, которые также были непременно полосатыми. Однако на пляже в плавках старались не появляться из-за неприличия.

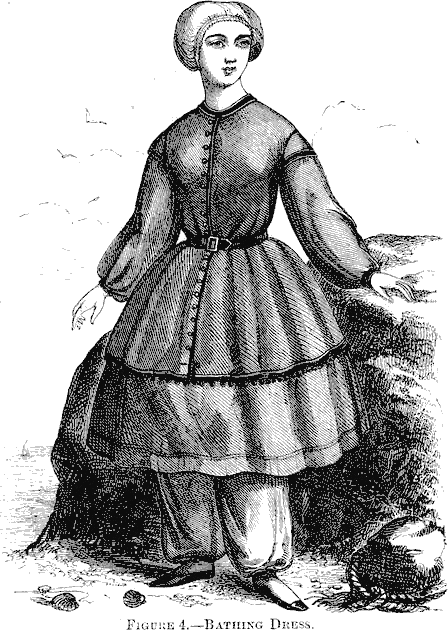
Женский купальный костюм 1858 года
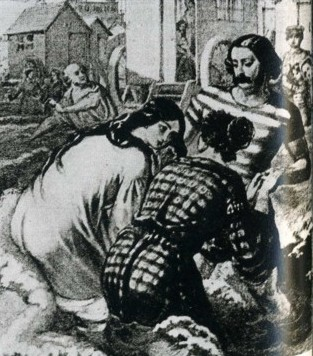
Совместное купание. Франция, 1860-е годы
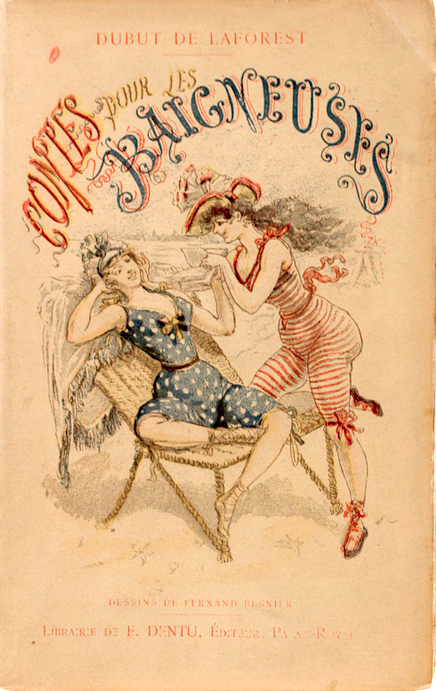
Женские купальные костюмы. Журнал Contes pour les baigneuses. Франция, 1886
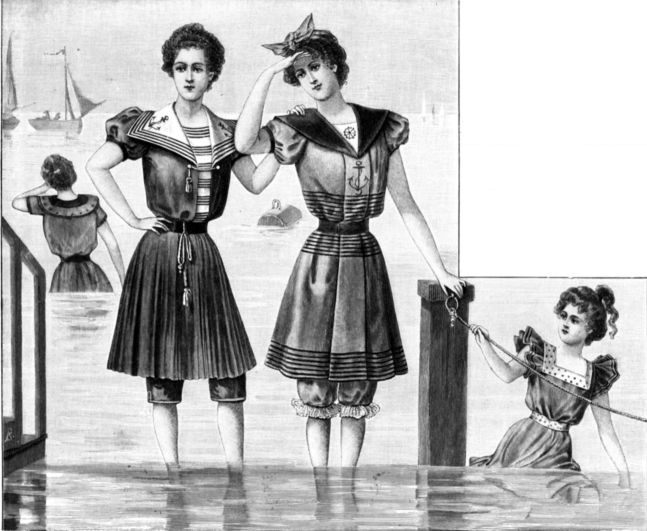
Женские купальные костюмы в северной Европе. Журнал Nordisk Mønster-tidende, 1898

### XX век — век триумфа купального костюма
В 1920-е годы в моду вошёл загар, а спорт из развлечения стал обязательным условием развития человеческой личности. Пышные формы, бледность и отсутствие мускулов стали восприниматься как болезненные признаки.
Купальные костюмы именно тогда приобрели знакомый нам вид — их начинают изготавливать из трикотажа, потому что он лучше держит форму.
В 1930-е годы имеет место та же тенденция: развитие массового спорта, увлечение плаванием, прыжками в воду, — всё это способствовало развитию и совершенствованию купальника.
Вплоть до середины XX века купальный костюм оставался довольно строгим и закрывал бо́льшую часть тела[уточнить]. 
Общая либерализация взглядов в послевоенные годы привела к тому, что купальный костюм становился всё более свободным и открытым. Начиная со второй половины XX века постепенно почти повсеместно вошли в моду бикини.
Луис Рирд разработал дизайн купального костюма, который взбудоражил массы. Единственное, чего не хватало — это подходящего имени для новинки: чего-нибудь дерзкого, экзотического, обращающего на себя внимание. За четыре дня до показа новой модели в Париже американская армия проводила ядерные испытания на острове, находящимся в Тихом океане и известном под названием Бикини.
Название было найдено — «бикини». 5 июля 1946 года новый купальный костюм бикини увидел свет. Позже Рирд неоднократно замечал, что такое название костюм получил по названию острова, а не в честь атомного взрыва. Хотя очевидным остаётся тот факт, что Рирд воспользовался самой актуальной и обсуждаемой на тот момент темой для названия своей модели.
Почти 10 лет эта модель находилась в опале — её осуждали за то, что она рассказывает о женщине почти всё, «за исключением её девичьей фамилии». Триумфальное шествие этой модели купальника началось с большой любви молоденькой и фантастически популярной тогда Бриджит Бардо, любившей прогуливаться в бикини по пляжам Сен-Тропе, и с выходом фильма с ней в главной роли «И Бог создал женщину» (1956), где очаровательная Бриджит показала, насколько соблазнительной и желанной можно быть в подобном «опальном» купальнике.
Дальнейшая эволюция купального костюма привела к появлению в 60-х так называемых монокини (прикрывающих только нижнюю часть и оставляющих грудь полностью обнажённой) от дизайнера Руди Гернрайха и, в дальнейшем, — микрокини (в которых используются лишь очень узкие полоски ткани) и стрингов.
С XX века в моду также входит натуризм. Этот вид отдыха очень популярен в Европе, считается семейным видом отдыха.

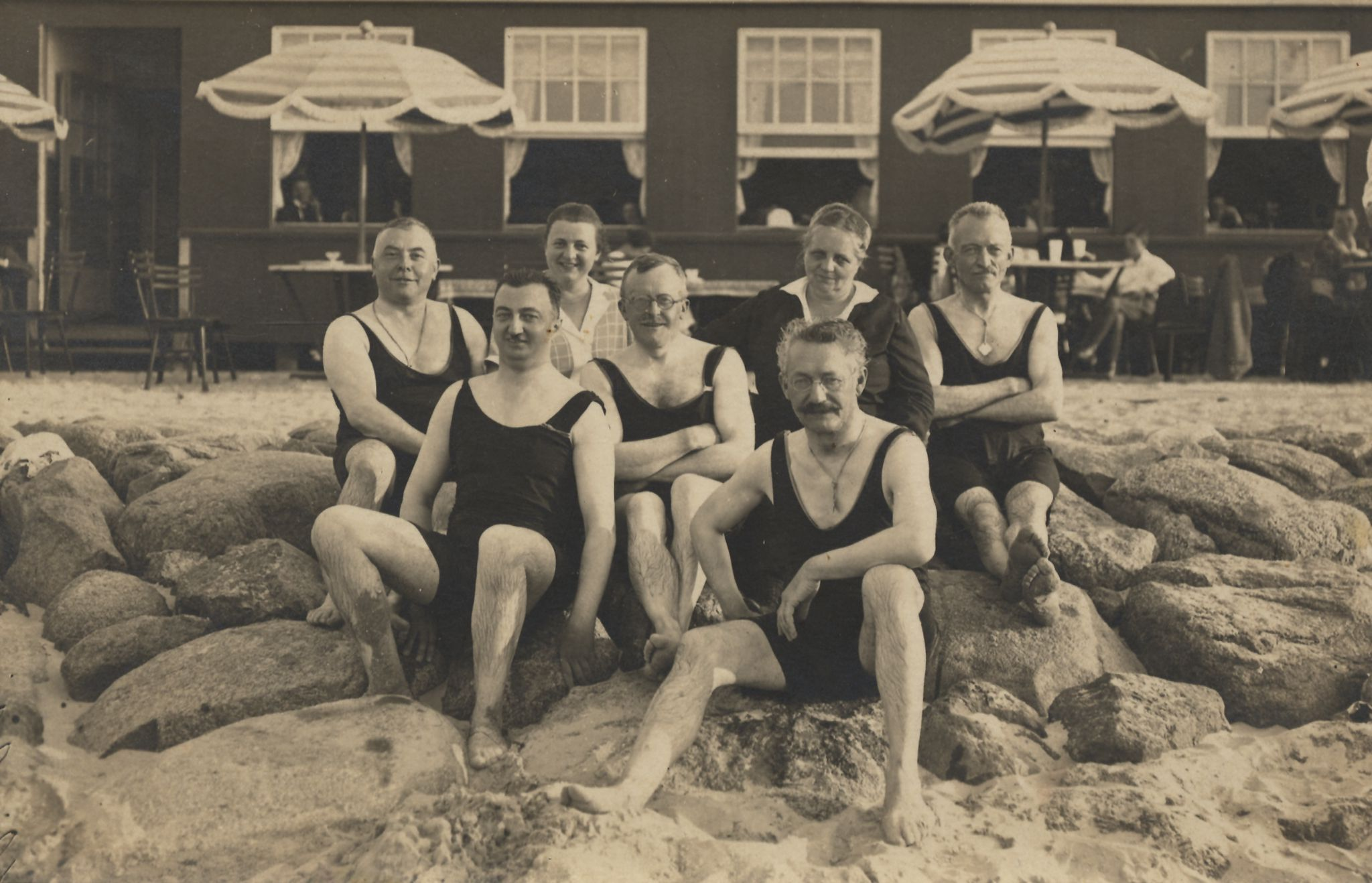
1900 год.
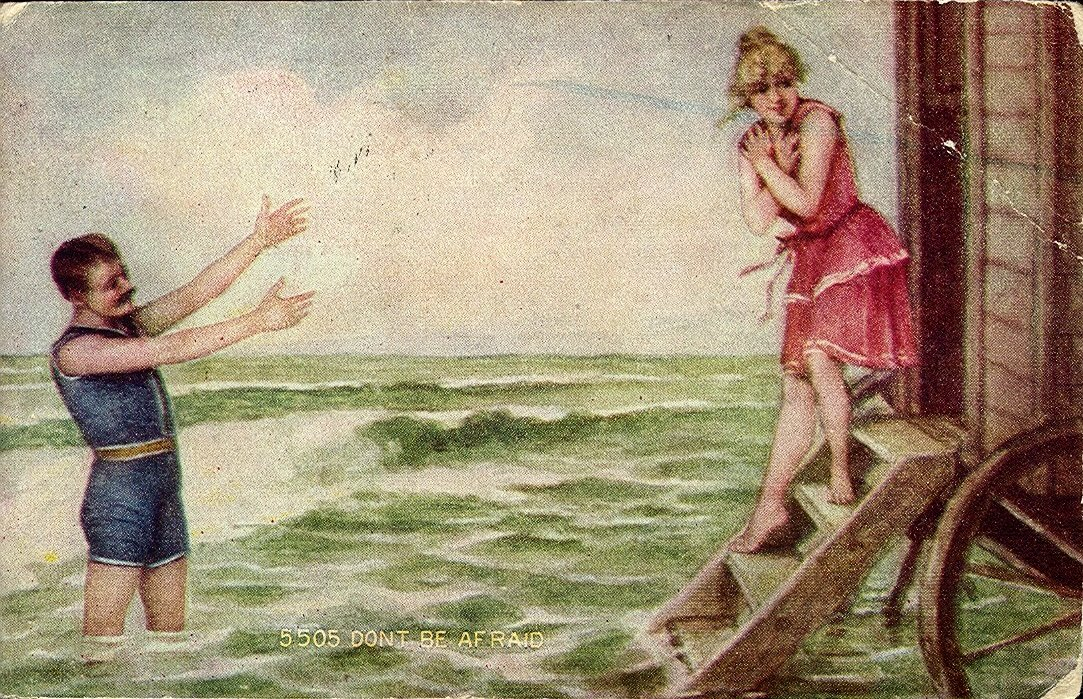
Купающиеся мужчина и женщина (1910), женщина выходит из купальной машины.
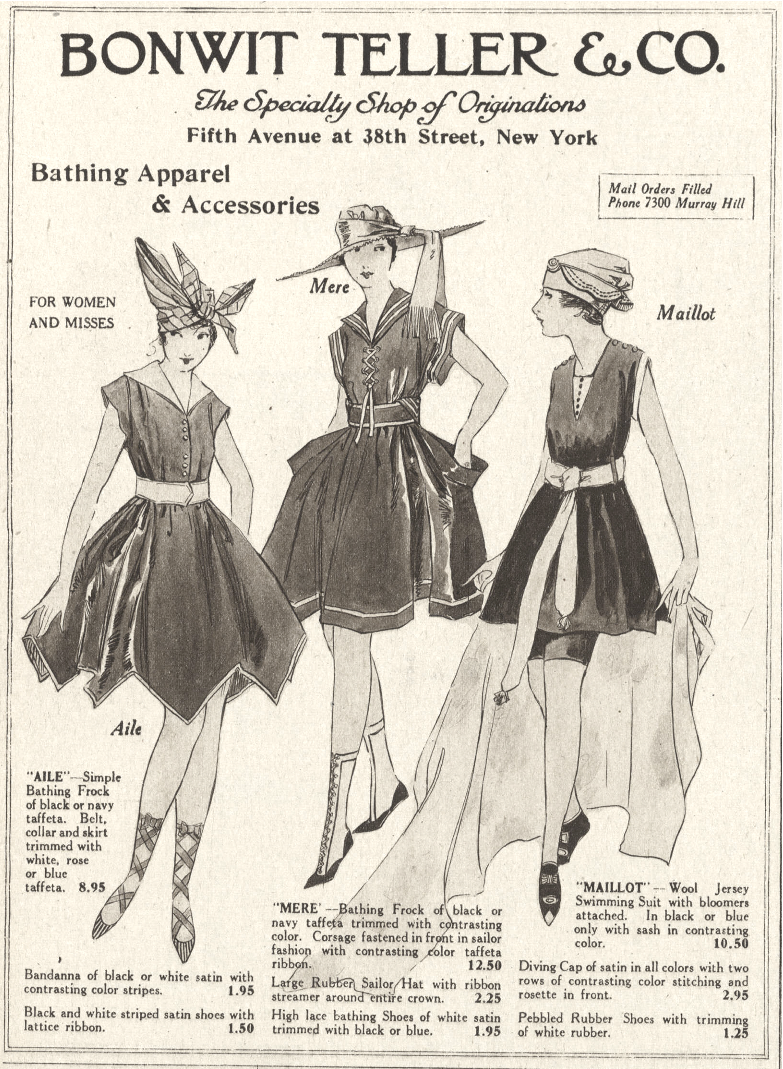
Реклама купальных костюмов и аксессуаров. Нью-Йорк, 1916
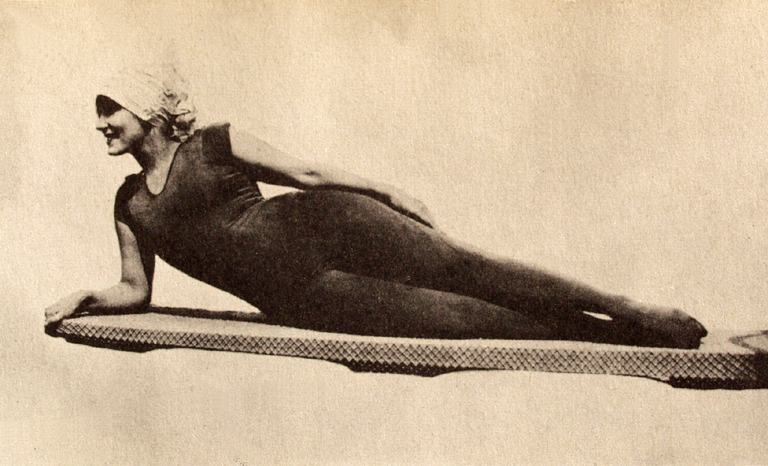
Аннет Келлерман в купальном костюме для ныряния, разработанном ею самой. 1909 год.
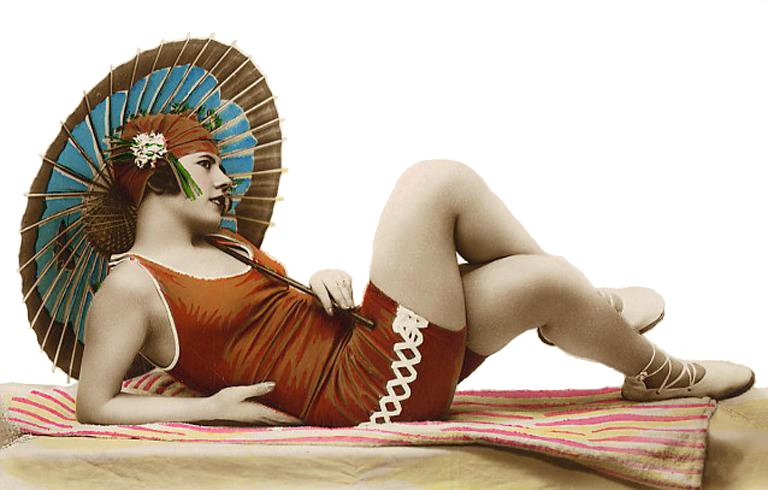
Женский купальный костюм (США, 1920-е).
Художник Пьер Рене. Купальщицы. Картина маслом на холсте, не позднее 1939

## Разновидности современных купальников
| Фото | Название                                | Описание |
| ---- | --------------------------------------- | --- |
|      | Слитный купальник                       | Купальник, представляющий собой одно целое. |
|      | Бикини                                  | Разновидность женского раздельного купальника, состоящего из верха и низа. |
|      | Бикини-стринги или экстремальное бикини | Максимально открытая модель бикини. |
|      | Буркини или бодикини                    | Мусульманский купальный костюм. |
|      | Фейскини (англ. facekini)               | китайский купальник против загара: выглядит как буркини с балаклавой |
|      | Манкини                                 | Мужской вариант бикини. |
|      | Монокини                                | В 1963 году благодаря Руди Гернрайху появился купальник-монокини, состоящий из одной нижней части для загорания топлес. В 70-х купальником-монокини стали называть слитный купальник с глубоким вырезом. В настоящее время монокини также называют разновидность бикини, низ и верх в котором соединены тканевой полоской, цепочкой или верёвочкой (данный купальник также называют бикини-слинг, трикини) |